# Sinfonía n.º 2 (Beethoven)

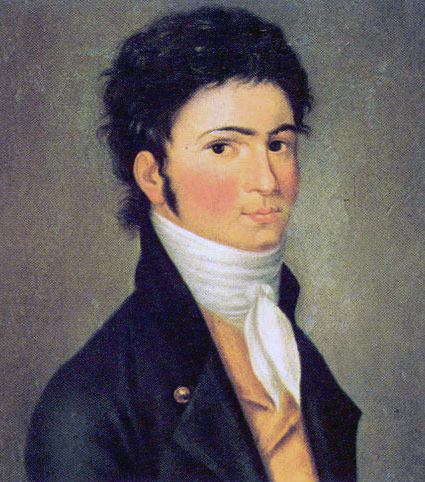
Beethoven en 1801.

La Sinfonía n.º 2 en re mayor, Op. 36 fue compuesta por Ludwig van Beethoven entre 1800 y 1802. Es la segunda de sus nueve sinfonías. La partitura está dedicada al príncipe Carl von Lichnowsky.

## Historia

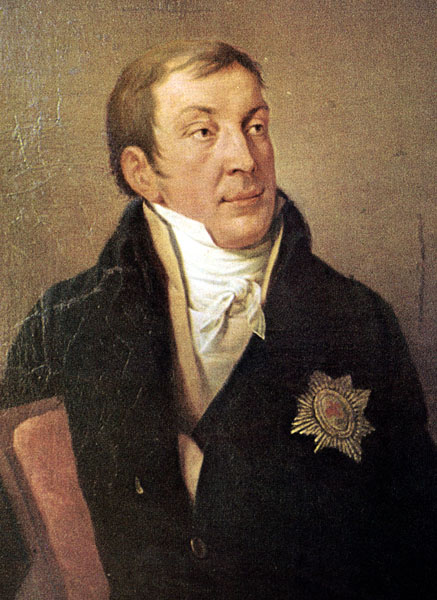
Príncipe Lichnowsky, dedicatario de la pieza.

### Composición
La composición de esta pieza se desarrolló desde los esbozos iniciales que datan del otoño de 1800 hasta abril de 1802. Posiblemente fue revisada más tarde para su publicación. No se conservan fuentes manuscritas de la obra, aparte de algunos bocetos. Ferdinand Ries, su antiguo alumno y amigo, declaró que Beethoven le había entregado la partitura autógrafa de la sinfonía. Desgraciadamente, un amigo se la robó "por pura amistad". Es una de las últimas obras del llamado "estilo temprano" o "primer estilo" de Beethoven.
Antes se creía que gran parte del proceso de composición tuvo lugar durante la estancia del compositor en Heiligenstadt, un emplazamiento rural cerca de Viena. Durante esos meses Beethoven, que había experimentado los primeros síntomas de sordera, empezaba a ser consciente de que se trataba de una enfermedad permanente e incurable. Fruto de este desasosiego escribe a sus hermanos una carta, conocida como el Testamento de Heiligenstadt, que nunca llegó a remitir y en la que vuelca toda su desesperanza. En ella confiesa sus deseos de suicidio a la vez que una firme voluntad de cumplir con su ineludible destino como artista aferrándose al arte y a la belleza.
Debido a la existencia de fechas erróneas en la literatura biográfica anterior, las guías de conciertos (y, por tanto, las notas de programa) sitúan a menudo la génesis de la Sinfonía n.º 2 en torno a la época del Testamento de Heiligenstadt y muestran su sorpresa ante su carácter completamente diferente. Los análisis de esbozos más recientes han aclarado esta confusión. Beethoven ya había compuesto la sinfonía antes de su estancia estival en Heiligenstadt.

### Estreno y publicación

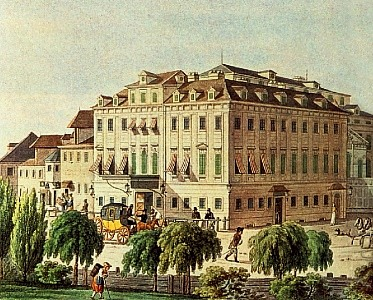
Theater an der Wien, lugar del estreno.

El estreno se celebró el 5 de abril de 1803 en el Theater an der Wien de Viena, bajo la dirección del propio compositor. Su nueva sinfonía fue presentada en una gigantesca Akademie, junto con el Concierto para piano n.º 3 (terminado en 1800), su nuevo oratorio Cristo en el Monte de los Olivos y una repetición de la Sinfonía n.º 1 de 1800.
La primera edición de la partitura completa fue publicada por la editorial Cianchettini & Sperati en noviembre de 1808 en Londres. Hubo una publicación anterior en la que se editaron algunas partes de la sinfonía, de la cual se encargó Bureau des Arts et d'Industrie en marzo de 1804 en Viena.  
La dedicatoria que figura en la partitura impresa es para el Fürst (príncipe) Carl Alois von Lichnowsky, que era uno de sus mecenas más importantes. Poco después de que Beethoven llegara a Viena, Haydn le presentó al príncipe Lichnowsky y a su esposa Maria Christiane, que eran músicos aficionados y fervientes patrones de las artes. Durante varios años el príncipe y su esposa acogieron en su casa al joven compositor, le prestaron apoyo financiero e incluso organizaron reuniones en su casa en las que muchas de sus composiciones fueron interpretadas por primera vez. Además con su influencia le consiguieron el respaldo de otros aristócratas. Como muestra de gratitud, Beethoven dedicó al príncipe las siguientes composiciones musicales, todas anteriores a 1806: los tres Tríos para piano, Op. 1 (1795); las nueve variaciones para piano sobre "Quant'è più bello" de la ópera La molinara de Giovanni Paisiello, WoO 69 (1795); la Sonata para piano n.º 8 Op. 13 "Patética" (1798); la Sonata para piano n.º 12 Op. 26 (1801) y la Sinfonía n.º 2 (1802).

## Instrumentación
La partitura está escrita para una orquesta formada por:
- Viento madera: 2 flautas, 2 oboes, 2 clarinetes en la, 2 fagotes.
- Viento metal: 2 trompas, 2 trompetas en re.
- Percusión: 2 timbales (afinados en re y en la).
- Cuerda: una sección de cuerdas con violines I y II, violas, violonchelos y contrabajos.

Las trompetas y timbales permanecen en silencio (tacet) durante el segundo movimiento.

## Estructura y análisis
La sinfonía consta de cuatro movimientos:
- I. Adagio molto 3
4 – Allegro con brio, en re mayor 4
4
- II. Larghetto, en la mayor 3
8
- III. Scherzo. Allegro, en re mayor 3
4
- IV. Allegro molto, en re mayor 2
2

La interpretación de esta obra dura aproximadamente 33 minutos. Adoptó la estructura tradicional en cuatro movimientos, con la misma orquestación que utilizaba su maestro Joseph Haydn. Esta sinfonía inaugura un nuevo período en la producción beethoveniana. Para Maynard Solomon se trata de una obra "retrospectiva y prospectiva" al mismo tiempo. Hector Berlioz la describió como una "sonrisa de principio a fin". La partitura es, en efecto, encantadora, alegre, ocurrente y vigorosa. Comparada con la ardiente Sinfonía n.º 1, la heroica n.º 3 y la tormentosa n.º 5, todas ellas escritas entre 1799 y 1808, la n.º 2  es una obra relajada en su mayor parte, similar a las Sinfonías n.º 4 y n.º 6.
La palabra scherzo apareció sinfónicamente por primera vez en el tercer movimiento, aunque conservó una forma de canción y trío, y se construyó sobre las repentinas yuxtaposiciones de fuerte y suave, con cambios en sus patrones justo cuando parecía haberse asentado en uno. Por otra parte, siguió empleando las tradicionales parejas de maderas y metales, timbales y cuerdas. Como en la Sinfonía n.º 1, escribió los movimientos primero, segundo y cuarto en forma sonata.

### I.Adagio molto–Allegro con brio
El primer movimiento, Adagio molto - Allegro con brio, está escrito en la tonalidad de re mayor, en compás de 3/4 que luego pasa a 4/4 y sigue la forma sonata. Se abre con una introducción lenta y poderosa, llena de gesto dramático, que desemboca en un Allegro con brío lleno de energía. Esta introducción anticipa los contrastes suaves y fuertes que explotan como petardos dos movimientos más tarde, aunque su sonido y forma recuerdan a Haydn. La exposición comienza en el compás 35, con un tema principal de levitación mozartiana, pero a partir de ahí Beethoven afirma su propia personalidad menos cortesana y más confrontativa.

### II.Larghetto
El segundo movimiento, Larghetto, está en la tonalidad dominante de la mayor, en compás de 3/8 y adopta de nuevo la forma sonata. Su carácter es noble y pastoral, lleno de temas líricos, de gran serenidad y belleza. Se trata del movimiento más largo de la sinfonía, si se respetan todas las repeticiones. Encontrar un tempo adecuado puede plantear problemas: Largo significa "amplio" y es el tempo más lento en la música. Larghetto es una forma diminutiva, es decir, no tan lento, pero la lentitud o no lentitud sigue siendo decisión del director de orquesta.

### III.Scherzo.Allegro
El tercer movimiento, Scherzo. Allegro, vuelve a la tonalidad inicial y el compás es 3/4. En lugar del tradicional Minueto y Trio, Beethoven introduce por primera vez en una sinfonía un Scherzo. Se trata de un término italiano que significa "juego" o "broma". Este recurso aportó una gran dimensión y energía a la pieza y modificó para siempre la fisonomía de la escritura sinfónica del Clasicismo-Romanticismo. 

### IV.Allegro molto
El cuarto y último movimiento, Allegro molto, también retoma la tonalidad inicial, el ritmo es alla breve y sigue la forma sonata una vez más. El conjunto se cierra con un explosivo Finale de gran profundidad y complejidad armónica. Beethoven se ríe a lo largo de este movimiento, sobre todo de sus propias bromas sincopadas, que comienzan en el primer compás y no cesan hasta la doble barra final.

## Recepción de la obra
Tras del estreno los críticos notaron la ausencia del tradicional minueto y dijeron que la composición tenía mucho poder, pero que era demasiado excéntrica. Las innovaciones propuestas, su modo radicalmente nuevo de escribir un género establecido, no fueron totalmente entendidas en su tiempo. Muchos de sus contemporáneos se escandalizaron, y varios le vilipendiaron por escrito. Un crítico vienés, tras una nueva interpretación en 1804, calificó la Sinfonía n.º 2 de "monstruo grosero, un horrible dragón herido que se retuerce y se niega a morir y, aunque sangra en el finale, se agita furiosamente con su cola agarrotada".

## Discografía selecta
Mono
- 1929 – Oskar Fried, Orquesta de la Staatsoper de Berlin (Music & Arts) Diapason d'Or en Diapason, marzo 2008.
- 1939 – Arturo Toscanini, NBC Symphony Orchestra (Naxos)
- 1940 – Willem Mengelberg, Orquesta Real del Concertgebouw (Archipel; Andromeda) Directo grabado en Ámsterdam, 14-04-1940.
- 1947 – Bruno Walter, Filarmónica de Nueva York (Columbia; reedición United Archives 2010) Diapason d'Or en Diapason, septiembre 2004.
- 1951 – Arturo Toscanini, NBC Symphony Orchestra (RCA)
- 1952 – Wilhelm Furtwängler, Filarmónica de Viena (EMI Classics) Diapason d'Or en marzo de 2011.
- 1953 – Ferenc Fricsay, Filarmónica de Berlín (DG) Diapason d'Or en noviembre de 2003.
- 1954 – Herbert von Karajan, Orquesta Philharmonia (EMI Classics)
- 1957 – Carl Schuricht, Orquesta de la Sociedad de Conciertos del Conservatorio (EMI Classics)
- 1957 – Thomas Beecham, Royal Philharmonic Orchestra (EMI Classics)

Estéreo
- 1960 – Otto Klemperer, Orquesta Philharmonia (EMI Classics) Diapason d'Or en Diapason, febrero 2013.
- 1962 – Herbert von Karajan, Filarmónica de Berlín (DG) Grand Prix Du Disque de la Académie Charles Cros 1963.
- 1964 – George Szell, Orquesta de Cleveland (Sony)
- 1964 – Paul Kletzki, Orquesta Filarmónica Checa (Supraphon)
- 1977 – Herbert von Karajan, Filarmónica de Berlín (DG) 5 diapasones en Diapason, diciembre 2008.
- 1987 – Roger Norrington, London Classical Players (EMI Classics; reedición Virgin Records 2001) Interpretación historicista.
- 1988 – Claudio Abbado, Filarmónica de Viena (DG)
- 1991 – Nikolaus Harnoncourt, Orquesta de Cámara de Europa (Teldec) Disco del año 1992 por la revista Gramophone.
- 2002 – Simon Rattle, Filarmónica de Viena (EMI Classics) Directo grabado en el Musikverein de Viena, mayo 2002. Diapason d'Or en abril de 2003.
- 2006 – John Nelson, Ensemble orchestral de Paris (Naïve)
- 2006 – Charles Mackerras, Orquesta de Cámara Escocesa (Hyperion) Directo grabado en el Festival de Edimburgo 2006.
- 2007 – Jos van Immerseel, Orquesta Anima Eterna (Zig-Zag Territoires) Interpretación historicista. Premio Gramophone Elección del editor junio 2008
- 2010 – Emmanuel Krivine, La Chambre philharmonique (Naïve) Interpretación historicista, directo grabado en el Théâtre de Caen 17 y 18-12-2009. Galardonada con un 4fff por la revista Télérama (marzo 2010) y con un Gramophone Editor's Choice por la revista Gramophone (julio 2011).
- 2011 – Riccardo Chailly, Orquesta de la Gewandhaus de Leipzig (Decca) 5 diapasones en Diapason en octubre de 2011.
- 2011 – Christian Thielemann, Filarmónica de Viena (Sony BMG) 5 diapasones en Diapason, abril 2012.
- 2012 – Daniel Barenboïm, West-Eastern Divan Orchestra (Decca)
- 2013 – Mariss Jansons, Orquesta Sinfónica de la Radio de Baviera (BR Klassik) Directo grabado en Suntory Hall de Tokio, 27-11-2012. Galardonada con un Choc por la revista Classica, noviembre 2013.